# Liceo Francés de Barcelona
El Liceo Francés de Barcelona (LFB; en francés: Lycée français de Barcelone, en catalán: Liceu francès de Barcelona) es un colegio francés internacional en Barcelona, España. El campus principal está en Pedralbes, y el centro preescolar, en la Bonanova. El colegio, que abrió en 1924, sirve los niveles preescolar (maternelle) a bachillerato (lycée).

## Cuerpo estudantil
Desde el año 2010, están escolarizados 2816 alumnos, con 2359 en el campus principal y 457 en el campus preescolar.